# Thomas Staughton Savage
Thomas Staughton Savage (7. června 1804 Cromwell – 27. prosince 1880 Rhinebeck) byl americký protestantský pastor, misionář, lékař a přírodovědec.

## Životopis
Vystudoval medicínu na Yale. Poprvé byl ženatý se Susan A. Metcalfe. Dne 28. září 1838 se oženil se svou druhou ženou Marií Chapin. Zemřela v roce 1842. Následně si roku 1844 vzal Elizabeth Rutherford, vnučku spisovatelky Elizy Fenwick. Byl otcem pěti dětí, Elizabeth Fenwick Savage (* 1846), Alexander Duncan Savage (* 1848), Thomas Rutherford Savage (* 1852), William Rutherford Savage (* 1854), Jesse Duncan Savage (* 1858). Byl dědečkem amerického umělce Thomase Casileara Cola (1888–1976).
V roce 1836 byl poslán jako misionář do Libérie. Při té příležitosti získal lebku a další kosti z neznámého druhu lidoopa, který popsal v roce 1847 v Bostonské společnosti přírodní historie spolu s americkým přírodovědcem a anatomem Jeffriesem Wymanem pod vědeckým názvem Troglodytes gorilla, nyní známého jako gorila západní. Název je odvozen od spisů o kartážskému vůdci Hannonovi Mořeplavci, který se asi 480 př. Kr. pokusil neúspěšně gorily ovládnout. Obyvatelstvo nazval z řečtiny gorillai (kmenem chlupatých žen).